# Albańska Koalicja Doliny Preszewa
Albańska Koalicja Doliny Preszewa (alb. Koalicioni i Shqiptarëve të Luginës së Preshevës, serb. Koalicija Albanaca Preševske doline / Коалиција Албанаца Прешевске долине) – serbskie ugrupowanie wyborcze reprezentujące mniejszość albańską w południowej Serbii.
Koalicja skupiła część partii albańskich, w tym Partię na rzecz Akcji Demokratycznej. Była jedynym ugrupowaniem serbskich Albańczyków uczestniczących w wyborach – pozostałe grupy deklarowały ich bojkot. Od 2007 trzykrotnie wystawiała swoją listę wyborczą. W 2007, 2008 i 2012 uzyskiwała poparcie na poziomie 0,3–0,4%, wprowadzając swojego lidera Rizę Halimiego do Skupsztiny.
W 2014 Partia na rzecz Akcji Demokratycznej wzięła udział w kolejnych wyborach jako jedyne ugrupowanie serbskich Albańczyków, startując pod własnym szyldem. Albańska Koalicja Doliny Preszewa wystartowała natomiast w 2022; ostatecznie uzyskała jeden mandat w parlamencie (który objął jej lider Shaip Kamberi).